# Andrija Puharich
Andrija Puharich, der sich auch Henry Karl Puharich nannte, (* 19. Februar 1918 in Chicago, Illinois; † 3. Januar 1995 in Dobson, North Carolina) war ein US-amerikanischer Neurophysiologe, Parapsychologe, Ufologe und Autor. Bekannt wurde Puharich vor allem als Mentor des israelischen Bühnenmagiers Uri Geller.

## Leben
Nach seinem Abschluss an der Northwestern University School of Medicine 1947 widmete sich Puharich der Parapsychologie. Puharich behauptete, er habe regelmäßig Kontakt mit Geistern von anderen Sternen. Die Nachrichten der Außerirdischen würden ihm hochintelligente extraterrestrische Computer mittels Tonband übermitteln, welches sich gleich nach dem Abspielen in Nichts auflöse.
1963 behauptete Puharich, dass Gravitationsfelder die Möglichkeiten der Telepathie (Gedankenübertragung) stark einschränken. Folglich müssten in der Schwerelosigkeit Gedankenübertragungen sehr viel einfacher möglich sein. Puharich postulierte, dass dadurch ein Mensch von der Erde aus die Kontrollgeräte eines Flugkörpers telepathisch beeinflussen könne. Puharich schloss dies aus Telepathieversuchen, die ergeben hätten, dass die „Psi-Leistungen“ von den Mondphasen abhängig seien. So würden in Las Vegas die höchsten Gewinne an Tagen um den Vollmond und um den Neumond erzielt werden.
1971 holte Puharich den israelischen Bühnenmagier Uri Geller in die USA. Als Puharich bei einem Besuch in Tel Aviv versehentlich seine Kamera-Bereitschaftstasche in New York vergessen hätte, wäre selbige von Geller „de- und rematerialisiert“ und plötzlich im Tel Aviver Hotelzimmer aufgetaucht.
Puharich hält einige Patente im Bereich von miniaturisierten Hörhilfen. In einem wird ein miniaturisiertes Hörgerät beschrieben, das sich im Zahn einer Person befindet.
Für Puharichs Thesen über Telepathie und Teleportation gibt es, wie für beide Pseudowissenschaften an sich, keinerlei wissenschaftlich gesicherte Beweise.

## Publikationen
- Andrija Puharich: The Sacred Mushroom. Doubleday  & Company,  Inc., 1959, ISBN 0-385-08593-1
- Andrija Puharich: Uri: Original and Authorised Biography of Uri Geller, the Man Who Baffles the Scientists. W.H. Allen / Virgin Books, 1974, ISBN 0-491-01960-2
- Andrija Puharich: Beyond Telepathy, Souvenir Press, 1974 ISBN 0-285-62143-2
- HK Puharich, JL Lawrence: Hearing rehabilitation by means of transdermal electrotherapy in human hearing loss of sensorineural origin. In: Acta Otolaryngol., 67/1969, S. 69–83. PMID 4906301
- HK Puharich: Electrical field reinforcement of ESP. In: Int J Neuropsychiatry., 2/1966, S. 474–86. PMID 5971962